# Poecilodromus birmanicus
Poecilodromus birmanicus là một loài tò vò trong họ Ichneumonidae.